# Kilcullen
Kilcullen (en gaèlic irlandès Cill Chuilinn) és una vila d'Irlanda, al comtat de Kildare, a la província de Leinster. Té una població de 3.473 habitants (cens de 2011) doblant la població del cens de 2002 que era de 1.483 habitants. Es troba a la Baronia de Kilcullen (a la parròquia civil de Kilcullen), amb part de la Baronia de South Naas (parròquia civil de Carnalway), i algunes àrees subsidiàries són Logstown, Harristown, Carnalway i Brannockstown, Gilltown, Nicholastown, i Castlemartin.
Kilcullen va substituir l'assentament original, ara Old Kilcullen, en els segles posteriors a la construcció del gran pont en el lloc actual de la vila. Altres llocs característics històrics són Dun Ailinne, New Abbey i Castlemartin, llar dels residents més famosos de Kilcullen, el magnat dels mitjans de comunicació Tony O'Reilly i la seva dona, l'hereva criadora de cavalls Chryss Goulandris.

## Localització i característiques naturals
Kilcullen està situat prop de la carretera n9 de Dublín a Waterford al tram entre Naas i Kilkenny, i se centra en l'encreuament de les carreteres regionals R413 i R448 (la R448 era part de la carretera principal de Dublín a Carlow, Kilkenny i Waterford fins que es va inaugurar la M9 en 1995. Kilcullen és travessat pel riu Liffey i està a 50 km de Dublin, a uns 5 km de Newbridge, i també prop de Kildare i Naas. La vila compta amb un carrer principal, amb poques vies de comunicació. El carrer principal fa pendent des d'Old Kilcullen i la carretera a Athy amb l'accés a l'autopista, després d'unir amb la carretera de Newbridge fins al Liffey, i novament de manera més pronunciada.

## Història

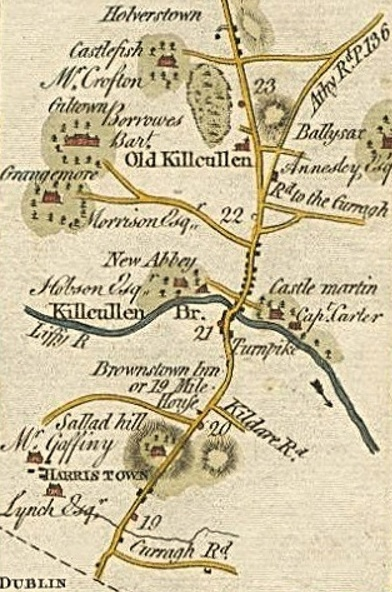
(Old) Kilcullen i Kilcullen Bridge a un dels primers mapes de carreteres d'Irlanda, amb Castlemartin i altres indrets, 1777-1783

Old Kilcullen va començar com un assentament monàstic en la meitat del segle v i durant l'època anglonormanda fou emmurallada amb set entrades i potser vuit camins. Tanmateix, només se'n conserva una torre rodona danyada i un cementiri. Aquesta vila va estar tal vegada relacionada amb la propera Dun Ailinne, un palau cerimonial potser relacionat amb els reis de reis de Leinster, encara que Dun Ailinne és força anterior a Old Kilcullen. Old Kilcullen va ser assolada pels vikings en 936 i 944.
La vila actual, coneguda oficialment, assignada i registrada en documents legals, com Kilcullen Bridge, es desenvolupà després de 1319, quan s'hi va construir un pont sobre el riu Liffey per Maurici Jakis, canonge de la Catedral de Kildare. L'assentament primitiu, però, es va mantenir fins al segle xviii, i el nou assentament es troba totalment a la riba oriental del riu Liffey, als afores de la Baronia de Kilcullen.
La ciutat es trobava als voltants d'on va tenir lloc la batalla de Kilcullen durant la rebel·lió irlandesa de 1798 i Castlemartin fou base d'operacions de l'exèrcit britànic a Kildare, sota Dundas.
En 1837, l'àrea oficial de la ciutat tenia 699 habitants, un carrer principal de 112 edificis, principalment al marge occidental del riu Liffey, un mercat els dissabtes i fires el 2 de febrer, 25 de març, 22 de juny, 8 de setembre i 29, 2 d'octubre i 8 de desembre. Hi havia una estació de policia i un dispensari. Aleshores la població de la zona rural d'Old Kilcullen era superior a la de la vila.